# Kamarizaïta
La kamarizaïta és un mineral de la classe dels fosfats. Rep el nom de les mines de Kamariza, a Grècia, la seva localitat tipus.

## Característiques
La kamarizaïta és un arsenat de fórmula química Fe³⁺₃(AsO₄)₂(OH)₃(H₂O)₃. Va ser aprovada com a espècie vàlida per l'Associació Mineralògica Internacional l'any 2008. Cristal·litza en el sistema triclínic. És l'anàleg arsenat de la tinticita, de la qual és isostructural. Estructuralment es troba relacionada amb l'afmita, i químicament amb la tooeleïta. També és químicament similar a la kaatialaïta, a la bendadaïta i a la cesarferreiraïta. Visualment és similar a la jarosita i a altres membres del grup de l'alunita.

## Formació i jaciments
Va ser descoberta a les mines de Kamariza, situades a la localitat d'Agios Konstantinos, al districte de Làurion (Prefectura d'Àtica, Grècia). També ha estat descrita en altres indrets molt propers dins la mateixa localitat grega, així com al filó Le Mazet, a la localitat francesa d'Échassières, a la regió d'Alvèrnia-Roine-Alps.